# Leptastacus waltairiensis
Leptastacus waltairiensis är en kräftdjursart som beskrevs av Rao och Ganapati 1969. Leptastacus waltairiensis ingår i släktet Leptastacus och familjen Leptastacidae. Inga underarter finns listade i Catalogue of Life.